# دختران (ترانه جنیفر لوپز)
«دختران» ترانه‌ای از هنرمند اهل ایالات متحده آمریکا جنیفر لوپز است که در ۲۷ ژانویه ۲۰۱۴ منتشر شد.